# Linh Đông
Linh Đông là một phường thuộc thành phố Thủ Đức, Thành phố Hồ Chí Minh, Việt Nam.

## Địa lý
Phường Linh Đông nằm ở trung tâm thành phố Thủ Đức, có vị trí địa lý:
- Phía đông giáp các phường Trường Thọ và Linh Tây
- Phía tây giáp các phường Tam Phú và Hiệp Bình Chánh
- Phía nam giáp quận Bình Thạnh với ranh giới là sông Sài Gòn
- Phía bắc giáp phường Tam Phú.

Phường có diện tích 2,94 km², dân số năm 2021 là 43.204 người, mật độ dân số đạt 14.695 người/km².

## Lịch sử
Dưới thời nhà Nguyễn, địa bàn phường Linh Đông hiện nay tương ứng với làng Bình Quới Đông thuộc tổng An Điền, huyện Ngãi An, phủ Phước Long, tỉnh Biên Hòa.
Đến thời Pháp thuộc, làng Bình Quới Đông hợp nhất với các làng Linh Chiểu Đông và Linh Chiểu Tây thành làng Linh Đông Xã thuộc quận Thủ Đức, tỉnh Gia Định. Làng Linh Đông Xã là nơi đặt quận lỵ Thủ Đức.
Sau năm 1956, các làng gọi là xã, Linh Đông Xã là một xã thuộc quận Thủ Đức.
Sau năm 1975, xã Linh Đông Xã giải thể để thành lập thị trấn Thủ Đức - thị trấn huyện lỵ huyện Thủ Đức, thành phố Sài Gòn - Gia Định (tên gọi khi đó của Thành phố Hồ Chí Minh ngày nay).
Ngày 14 tháng 2 năm 1987, Hội đồng Bộ trưởng ban hành Quyết định số 33-HĐBT. Theo đó, thành lập xã Linh Đông trên cơ sở tách một phần diện tích và dân số của xã Tam Bình, một phần diện tích và dân số của thị trấn Thủ Đức.
Sau khi thành lập, xã Linh Đông có 227 ha diện tích tự nhiên và 13.591 người.
Ngày 6 tháng 1 năm 1997, Chính phủ ban hành Nghị định số 03-CP. Theo đó:
- Thành lập quận Thủ Đức trên cơ sở toàn bộ diện tích và dân số của thị trấn Thủ Đức và 7 xã: Hiệp Bình Chánh, Hiệp Bình Phước, Linh Đông, Linh Trung, Linh Xuân, Tam Bình, Tam Phú; một phần diện tích và dân số của các xã Hiệp Phú, Tân Phú và Phước Long thuộc huyện Thủ Đức cũ
- Thành lập phường Linh Đông thuộc quận Thủ Đức trên cơ sở toàn bộ 259 ha diện tích tự nhiên và 19.206 người của xã Linh Đông.

Ngày 9 tháng 12 năm 2020, Ủy ban thường vụ Quốc hội ban hành Nghị quyết 1111/NQ-UBTVQH14 về việc thành lập thành phố Thủ Đức trên cơ sở sáp nhập toàn bộ diện tích và dân số của Quận 2, Quận 9 và quận Thủ Đức, phường Linh Đông thuộc thành phố Thủ Đức như hiện nay.